# Дандоло, Андреа

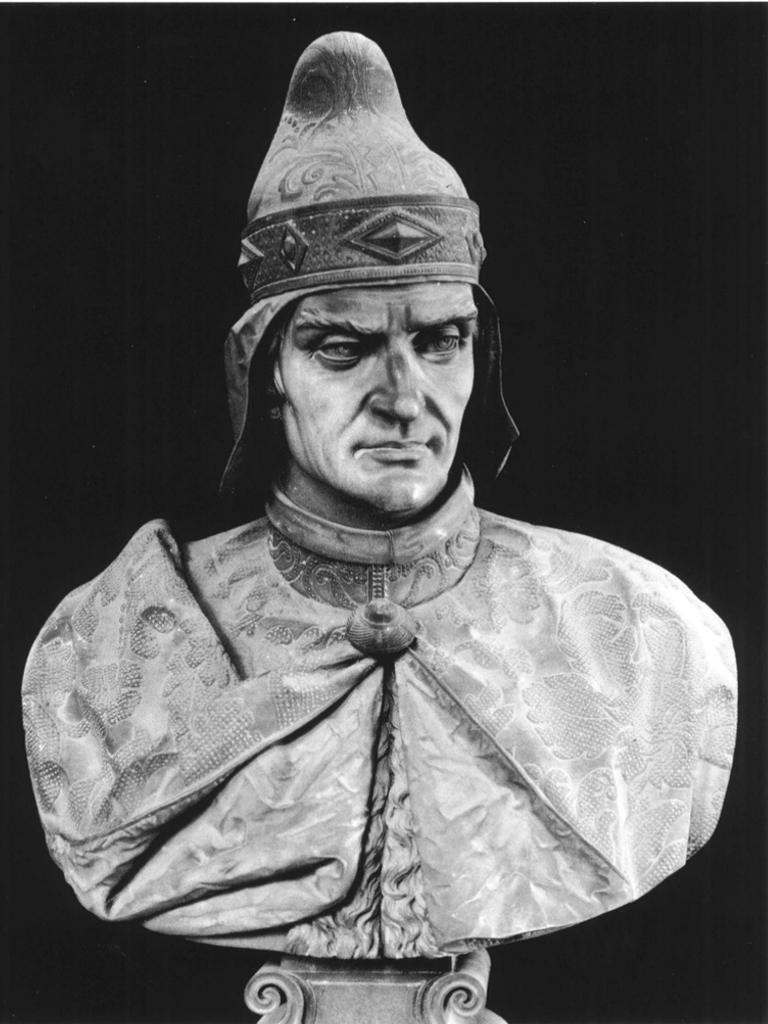
Бюст Андреа Дандоло работы Лоренцо Моретти, 1861 г. Палаццо Лоредан в Кампо Санто-Стефано в Венеции

Андреа Да́ндоло (итал. Andrea Dàndolo, лат. Andreas Dandulus; 30 апреля 1306 — 7 сентября 1354) — 54-й венецианский дож (1343—1354), правовед и хронист, автор латинских исторических сочинений. Личный друг поэта-гуманиста Франческо Петрарки.

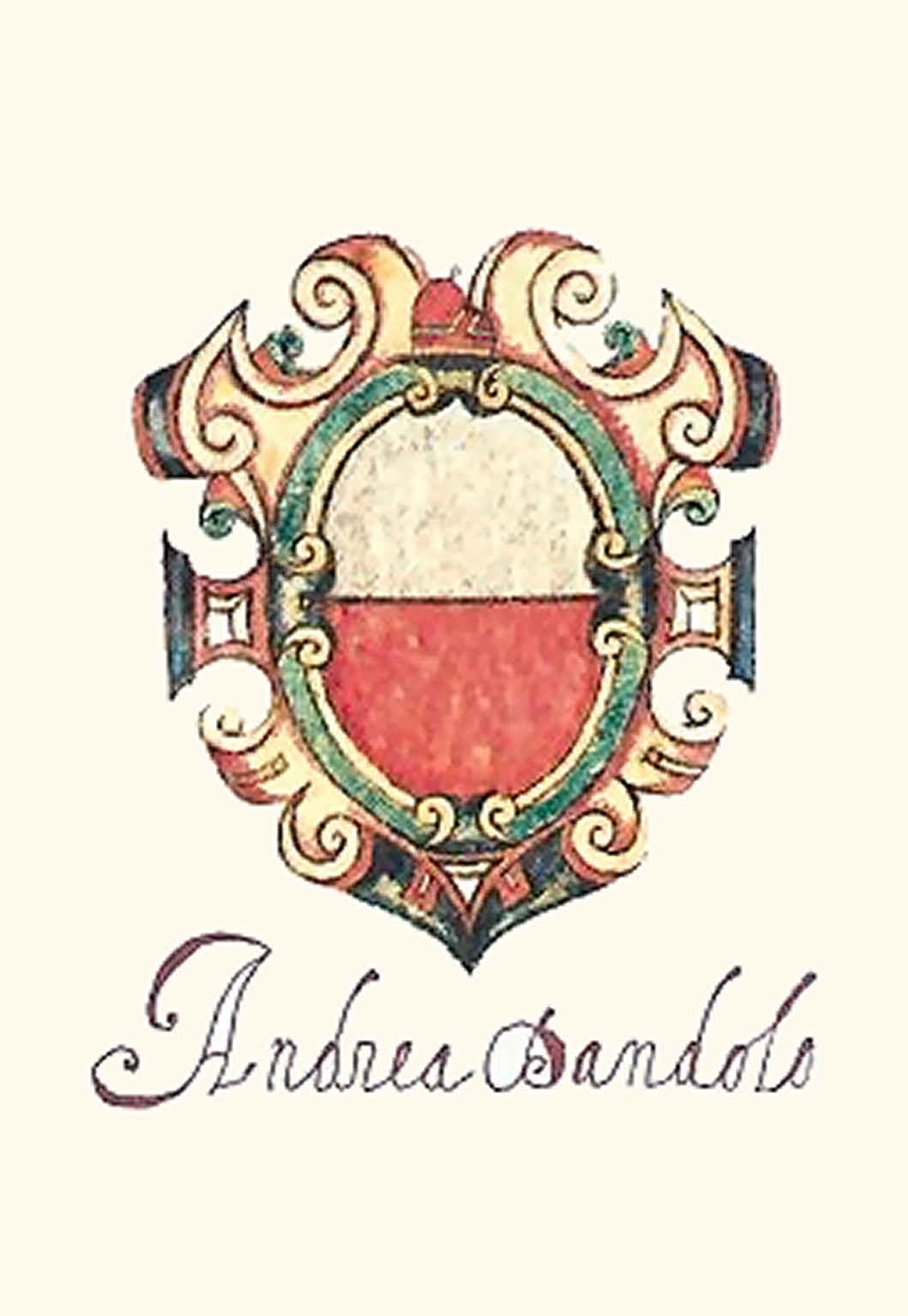
Герб Андреа Дандоло

## Биография

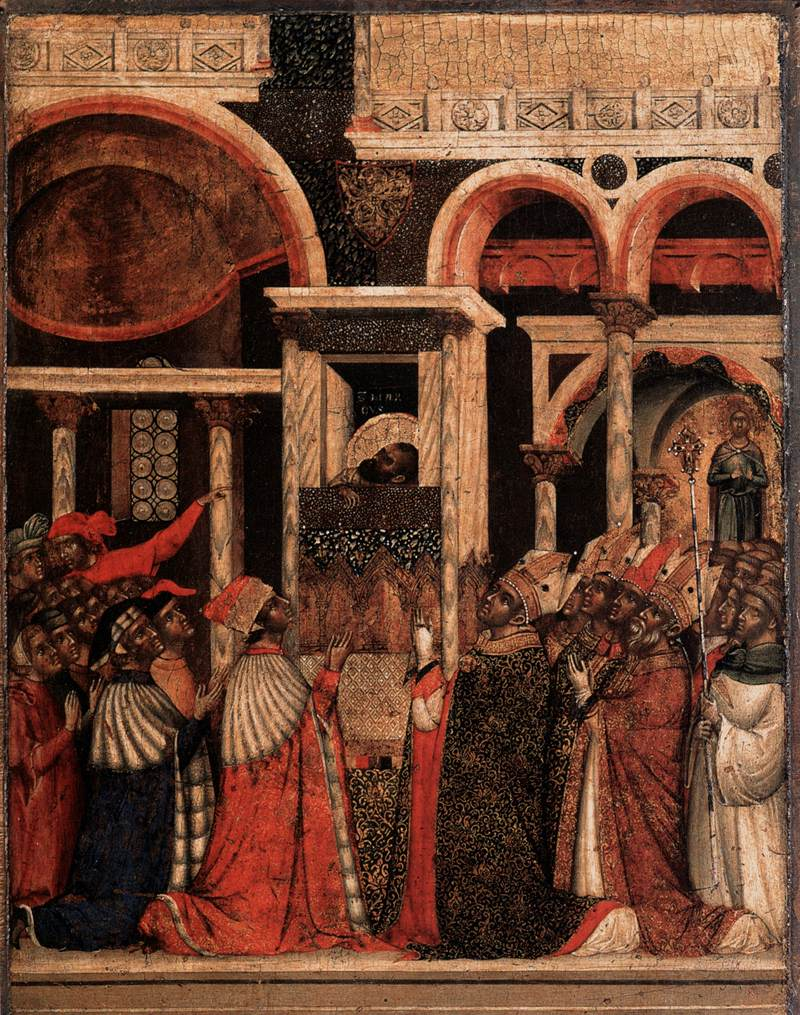
Фрагмент картины Паоло Венециано, изображающий коленопреклонённого дожа Андреа Дандоло, 1345 г. Собор Святого Марка

Являлся представителем знатного венецианского семейства, давшего республике четырёх дожей: Энрико, Джованни, Франческо и самого Андреа. Стал первым венецианским дожем, окончившим университет, получив в Падуе степень доктора права. Параллельно с юридическим, получил неплохое литературное, философское и историческое образование, о чём свидетельствовал его друг Франческо Петрарка. 
Его карьера, благодаря не столько семейным связям, сколько личным способностям, развивалась довольно стремительно: в 1331 году он получил должность прокуратора кафедрального собора Сан-Марко, в 1333 году стал подеста г. Триеста, а в 1336-м, во время войны с Мастино делла Скала, — полевым суперинтендантом (итал. proweditore in campo), совмещая функции военного комиссара и финансового служащего.  
Во второй половине 30-х годов XIV века он преподавал право в Падуе, став первым университетским профессором-венецианцем. Популярность его в Венеции была настолько высока, что его хотели избрать дожем уже в 1339 году, когда ему было всего 32 года, но по факту он занял эту должность лишь 4 января 1343 года.
Став дожем, профессиональный юрист Дандоло посвятил себя приведению в порядок государственных дел. Прежде всего, он обеспечил подчинение Тревизо и Зары республике, заставив их подписать «акты преданности», а после внёс важные изменения в гражданское право, обеспечивавшие, по сути, равенство перед законом аристократии и простолюдинов, обеспечив себе поддержку со стороны последних. Верной опорой Дандоло стал выходец из этих «урождённых граждан» великий канцлер Бенинтенди Равиньяни (1318—1365), которого Андреа отблагодарил тем, что приказал изобразить вместе с собой на мозаиках в баптистерии, пристроенном по его приказу к собору Святого Марка. 
Первые годы правления Дандоло оказались мирными и обещали Республике Святого Марка процветание, однако в 1343 году он ввязался в провозглашённый авиньонским папой Климентом VI крестовый поход на турецкую Смирну, потребовавший немалых расходов и обостривший давние противоречия с Генуей, многовековой соперницей Венеции, главным образом, из-за крымских колоний. В 1343 году золотордынский хан Джанибек, в ответ на убийство татарского купца в Тане, изгнал оттуда на пять лет всех венецианцев, после чего цены на восточные товары в Европе резко выросли, а в 1345 году против Венеции вспыхнуло восстание в Заре, поддержанное венгерским королём Людовиком. В довершение всего, 25 января 1348 года произошло Фриульское землетрясение, стоившее Венеции сотен жертв и вызвавшее разрушение многих зданий. Во время начавшейся вскоре эпидемии чумы (1348—1349), когда в городе ежедневно умирало по 600 человек, Дандоло сумел при помощи чётких административных мер избежать паники и хаоса, проявив личное мужество и оставаясь на своем посту в самые тяжёлые для республики дни. 
Упорядочив венецианскую финансовую систему, Дандоло санкционировал выпуск новых монет: сольдино (итал. soldino) для внутреннего и торнезелло (итал. Tornesello) для внешнего употребления. «Справедливый, неподкупный, полный ревностной любви к своей стране и, в то же время, ученый редкого красноречия, мудрый, приветливый и человечный» — такую характеристику заслужил он от своего друга Петрарки.
Между тем, неразрешённый конфликт с Генуэзской республикой привёл к войне 1350—1355 годов, формальным поводом для которой послужило влияние Венеции на императора Иоанна Кантакузина и Константинопольскую таможню, поднявшую торговый тариф за прохождение генуэзских судов через пролив Босфор. Несмотря на первоначальные успехи в морских сражениях и союз с королём Педро Арагонским, 13 февраля 1352 года венецианцы потерпели поражение в морской битве у входа в Босфор под стенами Галаты. Однако влияние их в Константинополе сохранилось, а император ромеев предоставил республике в вечное пользование стратегически важный остров Тенедос. 
29 августа 1353 года талантливый венецианский адмирал Николо Пизани фактически взял реванш, одержав победу при Лоиеро близ Альгеро на острове Сардиния, однако разгромленным генуэзцам удалось заручиться поддержкой влиятельного правителя Милана архиепископа Джованни Висконти, располагавшего сухопутным войском и направившего в Венецию в качестве посла Франческо Петрарку, миротворческая миссия которого, однако, успеха не имела. Невзирая на то, что Петрарка обращался в своих посланиях и к Венеции, и к Генуе, называя их «двумя глазами Италии, ни один из которых нельзя выколоть», враждующие республики так и не отозвались на его призыв, а Андреа решительно отказал своему другу формальным письмом на изящной латыни. «Ни мои слова, ни слова самого Цицерона, — писал сокрушённый поэт, — не смогли бы ни достичь старательно затыкаемых ушей, ни открыть упрямых сердец».
Вместе с тем, несмотря на то, что венецианцам удалось сформировать антимиланскую лигу из Монферрата, Феррары, Вероны, Падуи, Мантуи и Фаэнцы во главе с самим Карлом IV Богемским, в следующем 1354 году военное счастье изменило им, когда прорвавшийся под командованием Паганино Дориа в Адриатическое море генуэзский флот подошёл к самой Венеции, а 4 ноября одержал победу над венецианцами при Порто-Лонго на полуострове Пелопоннес, захватив в качестве трофея практически все военные корабли республики.
Как писал в послании к архидиакону Генуи Петрарка, смерть дожа «уберегла его от зрелища его поверженной страны и гораздо более жестоких посланий, чем те, что пришлось написать ему мне». Андреа Дандоло умер незадолго до сокрушительного поражения венецианского флота, 7 сентября 1354 года, в возрасте 47 лет, и был похоронен в баптистерии Сан-Марко, в саркофаге рядом с огромным гранитным блоком, привезённым в XII веке из Сирии, и стал последним венецианским дожем, погребённым в кафедральном соборе.

## Семья
Около 1330 года вступил в брак с Франческой Морозини, от которой имел, как минимум, троих детей: Фантино, Леонардо и Занетту. Его жена пережила его на 20 лет и была в живых ещё 13 декабря 1374 года, когда продиктовала своё завещание.

## Сочинения
Является автором двух латинских исторических трудов, «Краткой хроники начиная с 46-го по 1342 год от Рождества Христова» (лат. Chronica brevis ad annum 46—1342 dopo Cristo, 1343) и «Пространной хроники начиная с 46-го по 1280 год от Рождества Христова» (лат. Chronica per extensum descripta ad annum 46—1280 dopo Cristo, 1344—1352), написанной не позже 1352 года, в которых, среди прочего, описывает события Четвёртого Крестового похода и деяния своего предка дожа Энрико Дандоло. В конце XIV века последняя была продолжена с 1343 по 1388 год великим канцлером Венецианской республики Раффаино Карезини (1314—1390).
Хроники Дандоло составлялись с помощью секретарей и нотариусов администрации дожа, собравших для них массу ценных документов, из числа которых не менее 40 приводятся полностью. Они делились на главы, разделы и параграфы таким образом, чтобы их можно было без труда цитировать, и служили, по сути, справочниками для венецианских государственных деятелей. Среди использованных в них нарративных источников выделяются: «Венецианская хроника» Иоанна Диакона (нач. XI в.), «Хроника патриархов Градо» (сер. XI в.), «Альтинская хроника» (XIII в.), «Хроника Венеции» Мартино да Канале (1275), «Хроника Марко» (около 1304 г.), «Легендариум» доминиканца Пьетро Кало (ум. 1348), а также историко-географическая «Книга тайн последователей Креста [Господня]» (лат. Liber secretorum fidelium crucis) Марино Сануто из Торчелло. В отличие от своих предшественников, Дандоло также активно пользовался архивными документами и трудами невенецианцев, в том числе Петра Дамиани, Ромуальда Салернского и Фомы Сплитского. Именно по его инициативе в республике началось собирание дипломатической документации по сношениям с Востоком и европейскими державами. Излагая содержание сочинений предшественников довольно близко к тексту, Дандоло не забывает при этом приводить по поводу рассматриваемых событий собственные замечания, по возможности стараясь придать насильственным действиям венецианцев некое подобие законности. 
Хроники Дандоло дошли до нас в единственной более-менее полной рукописи из собрания венецианской Библиотеки Марчиана (Lat. Z. 400), не имеющей, однако, начала и открывающей изложение лишь с четвёртой книги, с легендарного прибытия Св. Марка в Аквилею. Содержащиеся в ней обширные приписки, местами искажающие содержание первоначального текста, долгое время принимались историками на веру, пока в начале XX века не было окончательно установлено, что они сделаны в XVIII столетии рукой Маркантонио Микаели, использовавшего поздние и недостоверные источники.
Впервые исторические сочинения Дандоло были опубликованы в 1728 году Лудовико Антонио Муратори в Милане в XII томе «Историописателей Италии» (лат. Rerum italicarum scriptores). Историографическое значение их, особенно последней, доведённой только до 1280 года, сильно преувеличивалось историками XIX — начала XX века, хотя ценность использованных в них архивных материалов и наблюдений их автора как очевидца не вызывает сомнений. 
Дандоло оставил после себя также свод старинных законов Большого совета Венеции (лат. Summula), а также собрание всех договоров, подписанных Республикой Святого Марка со странами Востока (лат. Liber Albus) и с итальянскими государствами (лат. Liber Blancus).